# Baike.com
Baike.com (chineză: 互动百科; pinyin: Hùdòng Bǎikē), anterior numit Hudong și Hoodong, este o rețea socială din China, care include cea mai mare enciclopedie de limbă chineză și un portal de știri. Cu peste 7 milioane de articole, peste 5 milioane de voluntari (aprilie 2013), și peste 11,98 milioane de articole (decembrie 2014) acesta este cel mai mare site wiki din China. Site-ul este orientat spre profit pe bază de publicitate plătită.